# Notturno (documental)
Notturno es una película documental dirigida por Gianfranco Rosi de 2020. Se estrenó en el Festival de Cine de Venecia el 8 de septiembre de 2020.

## Argumento
Notturno se filmó durante tres años entre Siria, Irak, Kurdistán y Líbano, siguiendo a diferentes personas cerca de zonas de guerra en el Medio Oriente que intentan comenzar de nuevo con su vida cotidiana. Una de las escenas más crueles es la que muestra a una madre kurda velada en la celda de la cárcel donde torturaron y asesinaron a su hijo. Otra escena trata de una madre que escucha los mensajes telefónicos de su hija que ha sido secuestrada por terroristas de Isis que exigen un rescate.

## Estreno
La película tuvo su estreno mundial en el 77.º Festival Internacional de Cine de Venecia el 8 de septiembre de 2020. También se proyectó en el Festival Internacional de Cine de Toronto el 15 de septiembre de 2020 y en el Festival de Cine de Nueva York el 6 de octubre de 2020.
Fue seleccionada para proyectarse en el Festival de Cine de Telluride en septiembre de 2020, antes de su cancelación debido a la pandemia de COVID-19. En diciembre de 2020, Super LTD adquirió los derechos de distribución de la película en Estados Unidos.

## Recepción
El consenso crítico de Rotten Tomatoes dice: " Notturno contempla el costo de la guerra en términos claramente humanos al examinar las vidas de las personas que viven bajo la amenaza de destrucción". En Metacritic, la película tiene una calificación de 77 sobre 100, basada en 6 críticos, lo que indica "críticas generalmente favorables".